# جاك غريني
جاك غريني هو دي جيه وملحن كندي، ولد في 24 سبتمبر 1989.

## وصلات خارجية
- جاك غريني على موقع ميوزك برينز (الإنجليزية)
- جاك غريني على موقع أول ميوزيك (الإنجليزية)
- جاك غريني على موقع ديسكوغز (الإنجليزية)